# Josep Sugrañes Florit
Josep Sugranyes Florit (Vilanova i la Geltrú 1842-1910) va ser un pintor, professor i escenògraf vilanoví.
Fill del pintor decorador Josep Sugranyes Cuscó, exercí durant molts anys com a professor de dibuix i pintura del Col·legi Samà, de l'Escola d'Arts i Oficis, de l'Ateneu i a la Biblioteca Museu Víctor Balaguer. A banda d'aquesta activitat, també tenia obert un estudi a casa seva, al Carrer de la Mercè n.4. Entre els seus alumnes hi destacaren Iu Pascual, Alexandre de Cabanyes i Josep Francesc Ràfols.
Realitzà escenografies genèriques pels teatres vilanovins del tombant de segle i col·laborà en la confecció de trajos folklòrics.
Sugrañes realitza retrats a l'oli i com a pintor decorador, s'encarregà dels interior de diferents mansions vilanovines.

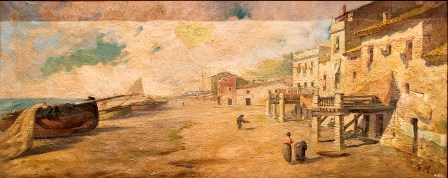
Platja de Vilanova, obra conservada a la Biblioteca Museu Víctor Balaguer

Algunes feines que realitzà són les següents:
- L'any 1908 elaborà una decoració per al Teatre Bosc.
- El 1887 dirigí la restauració dels gegants grossos.
- Il·lustrà la Història de Vilanova de Josep Coroleu.